# Afrosternophorus anabates
Afrosternophorus anabates es una especie de arácnido del orden Pseudoscorpionida de la familia Sternophoridae.

## Distribución geográfica
Se encuentra en Australia.